# Davy Medal

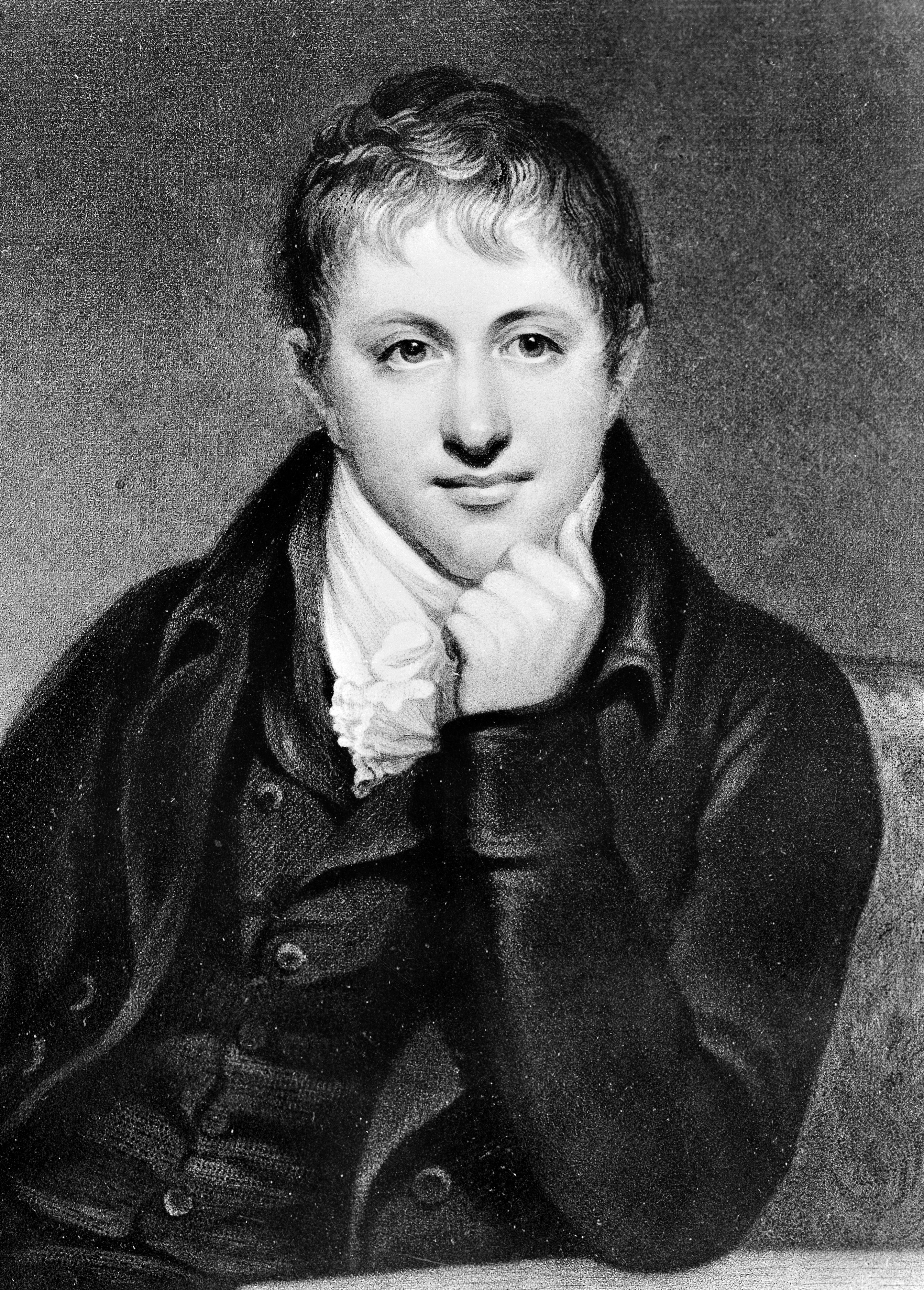
Humphry Davy, naar wie de prijs is genoemd

De Davy Medal is een prestigieuze wetenschapsprijs die sinds 1877 jaarlijks wordt uitgereikt door de Royal Society.
De prijs is genoemd naar Sir Humphry Davy (1778-1829) en wordt uitgereikt "voor een uitzonderlijk belangrijke recente ontdekking in om het even welk onderdeel van de scheikunde". Aan de Davy Medal is een beloning van 1000 Britse pond verbonden.  
De medaille werd voor het eerst toegekend in 1877 en is sindsdien jaarlijks uitgereikt zonder onderbreking. Uitzonderlijk wordt de prijs in één jaar aan twee personen uitgereikt. Tal van gerenommeerde scheikundigen hebben de prijs in ontvangst mogen nemen; velen onder hen wonnen daarnaast ook de Nobelprijs.

## Winnaars

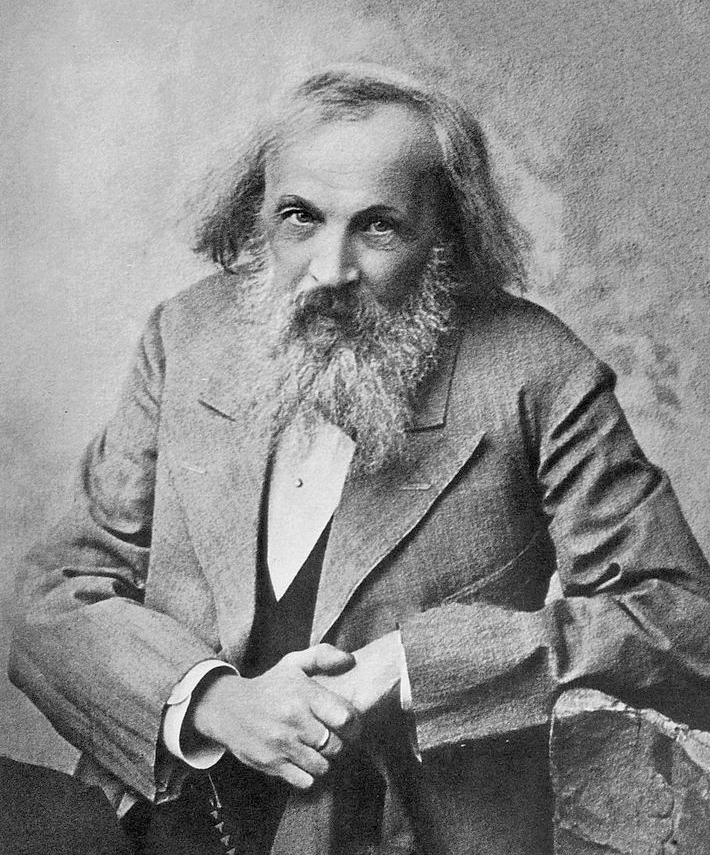
Dmitri Mendelejev,
laureaat 1882

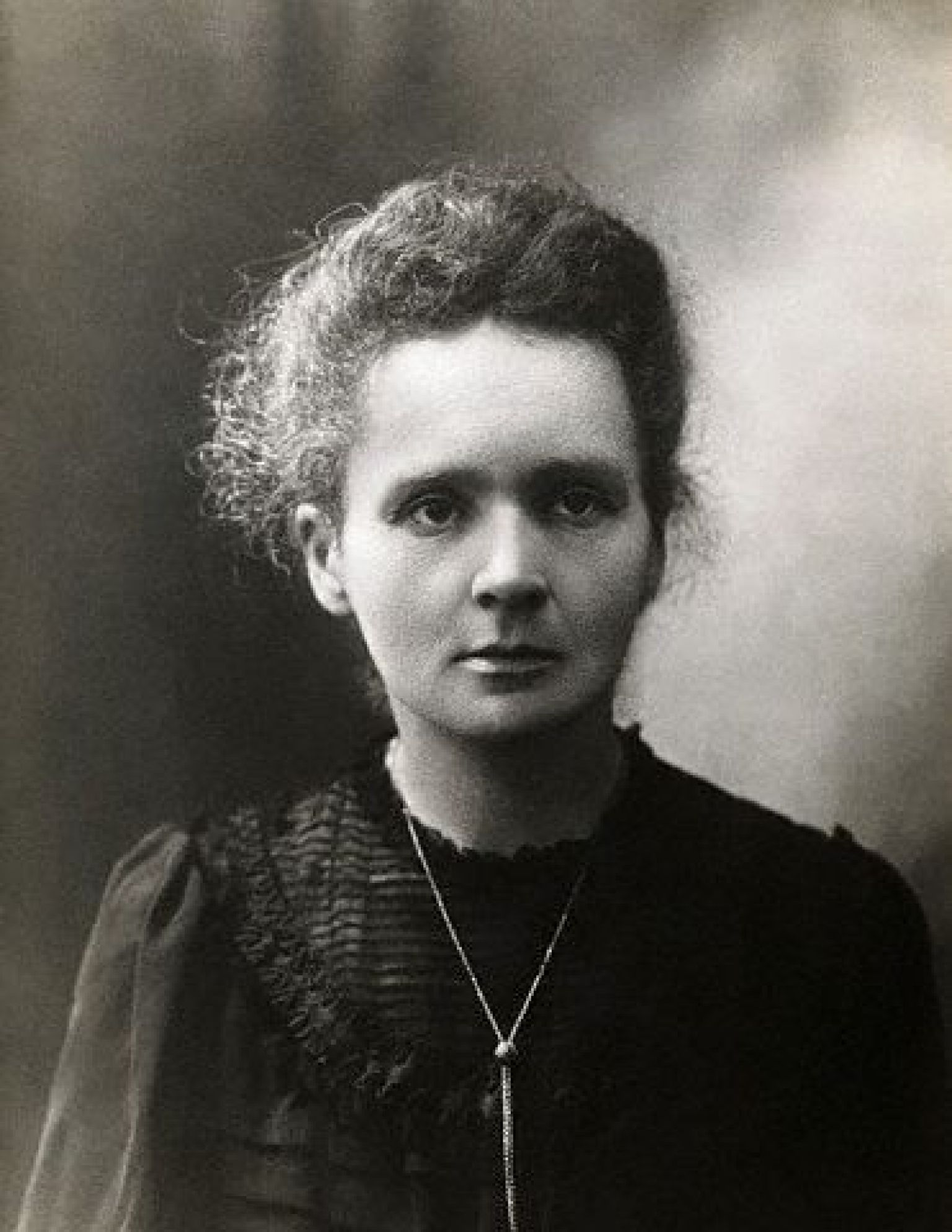
Marie Curie,
laureaat 1903

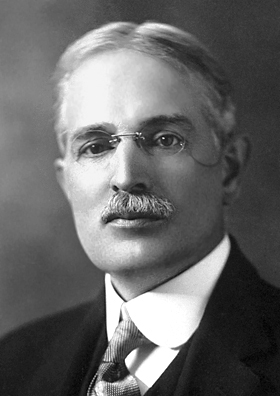
Theodore William Richards,
laureaat 1910

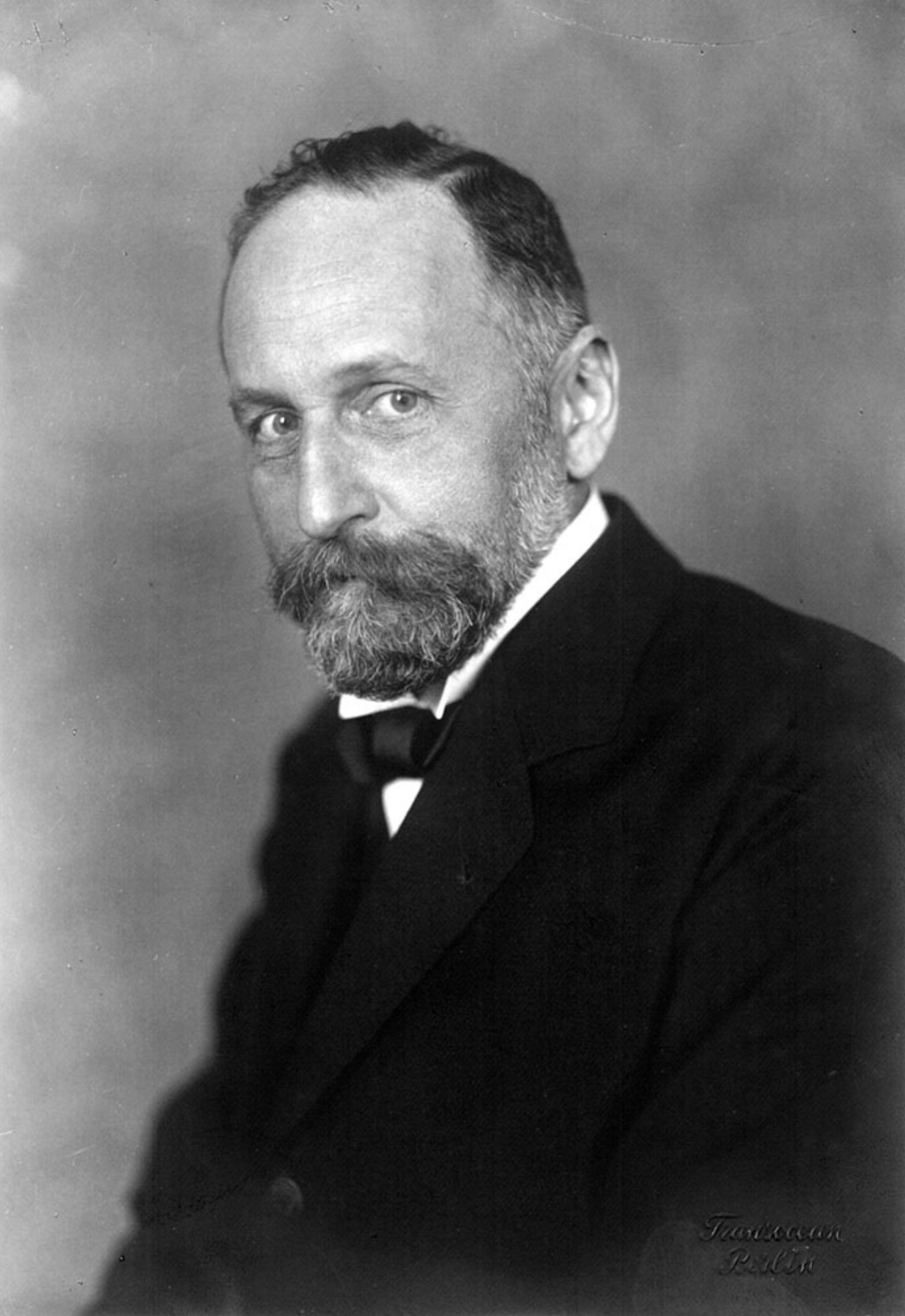
Richard Willstätter,
laureaat 1932

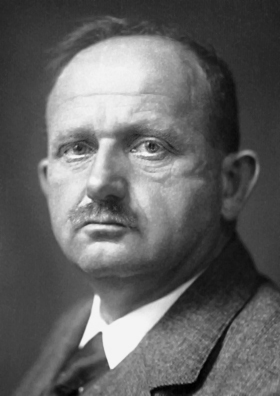
Hans Fischer,
laureaat 1937

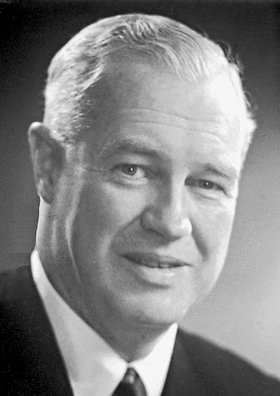
Alexander Robertus Todd,
laureaat 1949

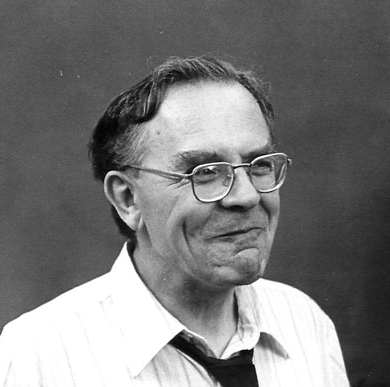
Geoffrey Wilkinson,
laureaat 1996

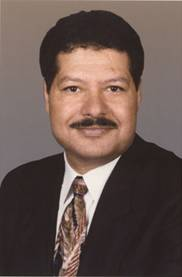
Ahmed H. Zewail,
laureaat 2011

- 1877: Robert Bunsen en Gustav Robert Kirchhoff
- 1878: Louis Paul Cailletet en Raoul Pictet
- 1879: Paul Emile Lecoq de Boisbaudran
- 1880: Charles Friedel
- 1881: Adolf von Baeyer
- 1882: Dmitri Mendelejev en Julius Lothar Meyer
- 1883: Marcellin Berthelot en Julius Thomsen
- 1884: Hermann Kolbe
- 1885: Jean Servais Stas
- 1886: Jean Charles Galissard de Marignac
- 1887: John Alexander Reina Newlands
- 1888: William Crookes
- 1889: William Henry Perkin
- 1890: Emil Fischer
- 1891: Victor Meyer
- 1892: François Marie Raoult
- 1893: Jacobus van 't Hoff en Joseph Le Bel
- 1894: Per Teodor Cleve
- 1895: William Ramsay
- 1896: Henri Moissan
- 1897: John Hall Gladstone
- 1898: Johannes Wislicenus
- 1899: Edward Schunck
- 1900: Guglielmo Koerner
- 1901: George Downing Living
- 1902: Svante Arrhenius
- 1903: Pierre Curie en Marie Curie
- 1904: William Henry Perkin
- 1905: Albert Ladenburg
- 1906: Wilhelm Rudolph Fittig
- 1907: Edward Williams Morley
- 1908: William A. Tilden
- 1909: James Dewar
- 1910: Theodore William Richards
- 1911: Henry Edward Armstrong
- 1912: Otto Wallach
- 1913: Raphael Meldola
- 1914: William Jackson Pope
- 1915: Paul Sabatier
- 1916: Henry Le Chatelier
- 1917: Albin Haller
- 1918: Frederic Stanley Kipping
- 1919: Percy F. Frankland
- 1920: Charles T. Heycock
- 1921: Philippe A. Guye
- 1922: Jocelyn Field Thorpe
- 1923: Herbert Brereton Baker
- 1924: Arthur George Perkin
- 1925: James Irvine
- 1926: James Walker
- 1927: Arthur Amos Noyes
- 1928: Frederick George Donnan
- 1929: Gilbert Newton Lewis
- 1930: Robert Robinson
- 1931: Arthur Lapworth
- 1932: Richard Willstätter
- 1933: William Hobson Mills
- 1934: Walter Norman Haworth
- 1935: Arthur Harden
- 1936: William Arthur Bone
- 1937: Hans Fischer
- 1938: George Barger
- 1939: James William McBain
- 1940: Harold C. Urey
- 1941: Henry Drysdale Dakin
- 1942: Cyril Norman Hinshelwood
- 1943: Ian Morris Heilbron
- 1944: Robert Robertson
- 1945: Robert Adams
- 1946: Christopher Kelk Ingold
- 1947: Linus Carl Pauling
- 1948: Edmund Langley Hirst
- 1949: Alexander Robertus Todd
- 1950: John Simonsen
- 1951: Eric Rideal
- 1952: Alexander Robertson
- 1953: John Lennard-Jones
- 1954: James Wilfred Cook
- 1955: Harry Work Melville
- 1956: Robert Downs Haworth
- 1957: Kathleen Lonsdale
- 1958: Ronald George Wreyford Norrish
- 1959: Robert B. Woodward
- 1960: John Monteath Robertson
- 1961: Derek H. R. Barton
- 1962: Harry Julius Emeléus
- 1963: Edmund John Bowen
- 1964: Melvin Calvin
- 1965: Harold Warris Thompson
- 1966: Ewart Jones
- 1967: Vladimir Prelog
- 1968: John W. Cornforth en George Joseph Popják
- 1969: Frederick Sydney Dainton
- 1970: Charles Coulson
- 1971: George Porter
- 1972: Arthur Birch
- 1973: John Stuart Anderson
- 1974: James Baddiley
- 1975: Theodore Morris Sugden
- 1976: Rex Edward Richards
- 1977: Alan Battersby
- 1978: Albert Eschenmoser
- 1979: Joseph Chatt
- 1980: Alan Woodworth Johnson
- 1981: Ralph Alexander Raphael
- 1982: Michael James Steuart Dewar
- 1983: Duilio Arigoni
- 1984: Samuel Edwards
- 1985: Jack Lewis
- 1986: Alexander George Ogston
- 1987: Alec John Jeffreys
- 1988: John Anthony Pople
- 1989: Francis Gordon Albert Stone
- 1990: Keith Usherwood Ingold
- 1991: Jeremy R. Knowles
- 1992: Alan Carrington
- 1993: Jack Baldwin
- 1994: John Meurig Thomas
- 1995: Malcolm Green
- 1996: Geoffrey Wilkinson
- 1997: Jean-Marie Lehn
- 1998: Alan Roy Fersht
- 1999: Malcolm Harold Chisholm
- 2000: Steven Victor Ley
- 2001: Alastair Ian Scott
- 2002: Neil Bartlett
- 2003: Roger Parsons
- 2004: Takeshi Oka
- 2005: Chris Dobson
- 2006: Martin Pope
- 2007: John Simons
- 2008: James Fraser Stoddart
- 2009: Jeremy Sanders
- 2010: Carol Robinson
- 2011: Ahmed H. Zewail
- 2012: Fraser Armstrong
- 2013: Graham Hutchings
- 2014: Clare Grey
- 2015: Gideon Davies
- 2016: Stephen Mann
- 2017: Matthew Rosseinsky
- 2018: John Pyle
- 2019: Varinder Aggarwal
- 2020: Benjamin Davis
- 2021: Malcolm Levitt
- 2022: Peter Sadler
- 2023: Margaret Brimble
- 2024: Véronique Gouverneur